# Charles Holland
Charles Alfred Holland (Aldridge, 20 settembre 1908 – Aldridge, 15 dicembre 1989) è stato un pistard e ciclista su strada britannico.

## Palmarès
- Giochi olimpici

Los Angeles 1932: bronzo nell'inseguimento a squadre.